# ST-506

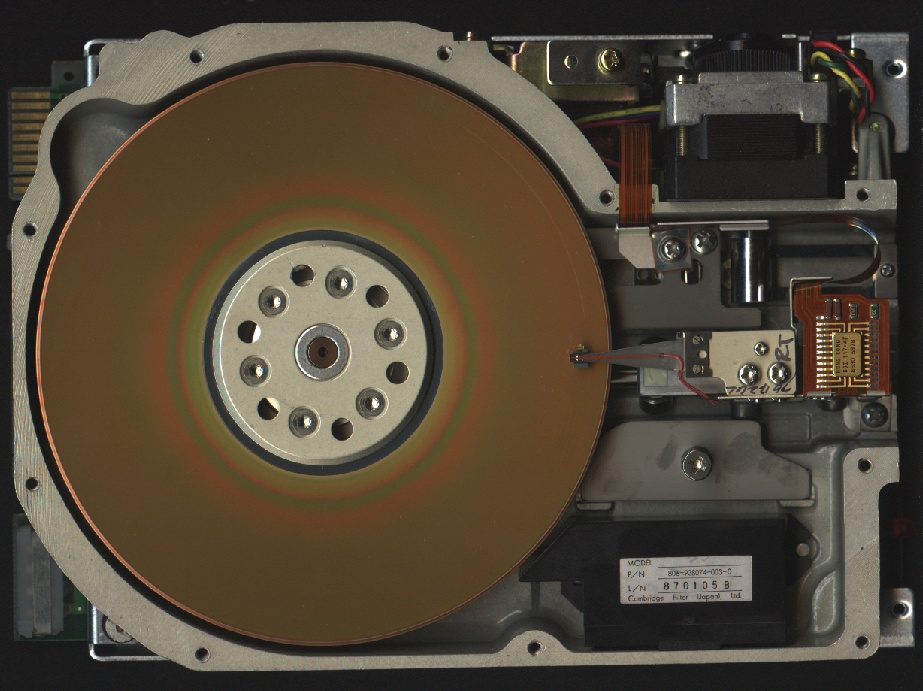
Жёсткий диск Seagate ST-506 со снятой крышкой

ST-506 — первый жёсткий диск форм-фактора 5,25 дюйма.

## ST-506
ST-506 был первым 5,25-дюймовым жёстким диском, пусть и полной (full-height) высоты. Представленный в 1980 году фирмой Seagate Technology дисковый накопитель имел ёмкость в 6 (после форматирования — 5) Мбайт. Для кодирования записываемой на диск информации применялся метод модифицированной частотной модуляции МЧМ, который уже широко использовался в дисководах на гибких дисках. С вычислительной системой ST-506 связывался с помощью интерфейса SA1000, который использовал контроллер жёсткого диска. Интерфейс ST-506, разработанный компанией Shugart Associates, в свою очередь, разработан на основе интерфейса гибких дисков, таким образом, вынуждая проектировать контроллер жёсткого диска относительно простым. Особенностью интерфейса ST-506 является подключение диска при помощи нескольких кабелей:
- первый — для передачи управляющих сигналов (с двумя разъёмами в случае одного накопителя в системе, и тремя — в случае двух накопителей);
- второй (третий) — для передачи данных первому (второму) накопителю;
- питание каждого накопителя традиционно обеспечивал отдельный кабель.

Диски были просты и вызывались одновременно, потому что плата управления транслировала запросы на требуемую операционной системе дорожку и сектор в последовательности команд, позиционирующих считывающие головки по кабелю одновременно всем накопителям, затем считывала с них сигнал и отправляла считанные данные. 34-контактный управляющий кабель только управлял механическими движениями диска при помощи одной линии: например, для выбора одной из 16 головок использовались сигналы от HD SLCT 0 до HD SLCT 3 и шаг для перемещения считывающую головку на соответствующую дорожку передавался по проводу сигналом STEP/DIRECTION IN. Данные затем последовательно могли читаться или записываться, используя соответствующие два контакта 20-контактного кабеля данных. Это приводило к принципиально низкой производительности в работе жёсткого диска, обусловленной ограниченной пропускной способностью кабеля данных, хотя в то время это не было принципиально. Приводы современных жёстких дисков имеют внутри значительные возможности по обработке данных, и, таким образом, операционной системе требуется только запросить блок данных, а жёсткий диск сам осуществляет все шаги, которые требуются для поиска запрошенного блока данных.

## ST-412
В 1981 году были представлены более дорогие и ёмкие (10 Мбайт форматированной ёмкости, 12 — неформатированной) накопители с интерфейсом ST-412. В них появилось обновление интерфейса — добавилась способность буферизированного поиска. В режиме буферизованного поиска контроллер диска отправлял диску сигнал STEP так быстро, как мог получить ответ на него без необходимости дожидаться перемещения шагового двигателя. Затем встроенный микроконтроллер отправлял сигнал шаговому двигателю с той скоростью, с какой он мог работать, или перепрограммировал сервосистему на приводе головок для перемещения на требуемую дорожку. Буферизованный поиск значительно улучшил показатель времени поиска и в конце 1980-х обеспечил дискам, использующим эту способность, показатель среднего времени поиска в 15—30 миллисекунд (старые диски наподобие ST-506 имели показатель среднего времени поиска, примерно равный 100—200 миллисекундам, что соответствовало дисководам на гибких дисках или современным оптическим приводам).
В ST-412 использовался метод записи RLL, что прибавляло накопителю до 50 % в ёмкости и скорости передачи данных (см. также ESDI).

## Историческая значимость
Ряд других компаний быстро приступил к производству жёстких дисков, используя те же соединители и сигналы, приняв за стандарт жесткие диски на базе ST-506. Его выбрала IBM, приобретя платы адаптера для IBM PC/XT, выпущенные Xebec, и для IBM PC/AT, выпущенные Western Digital. Кроме Seagate ST-412, в IBM PC/XT модели 5012 также использовался адаптер Miniscribe 1012 производства International Memories. Как следствие одобрения со стороны IBM, большинство жёстких дисков в 1980-х годах было на базе ST-506. Сложность контроллера и кабельной системы привела к новым решениям подобно ESDI, SCSI и позже — IDE. Несколько ранних дисков SCSI фактически были дисками ST-506 с контроллером SCSI — ST-506 внутри. Однако большинство SCSI и все ATA имели встроенный контроллер в составе диска, и таким образом в них исключался интерфейс ST-506.
Реальный уровень совместимости с дисковым интерфейсом — уровень поддержки в BIOS — обеспечивается материнской платой. Когда в 1983 году компьютерной индустрии была представлена инновация IBM PC, поддержка интерфейса жесткого диска обеспечивалась микросхемой BIOS на его контроллере. Наиболее вероятно, что BIOS материнских плат IBM PC и IBM PC/XT так и не имел никакой собственной поддержки интерфейса жесткого диска. Когда была представлена система IBM PC/AT, IBM разместила поддержку в BIOS материнской платы интерфейса ST-506/412, исключив её со стороны контроллера. С тех пор любая IBM-PC/AT-совместимая система также имеет расширенную версию и обеспечивает поддержку интерфейса жёстких дисков в BIOS материнской платы. Поскольку эта поддержка была отчасти ограничена, особенно в BIOS старых версий, многие изготовители дисковых контроллеров разместило дополнительную поддержку BIOS непосредственно на контроллерах своих жёстких дисков. В некоторых случаях возможно одновременное использование контроллера жёсткого диска BIOS и BIOS материнской платы; в других случаях можно отключить BIOS одного из контроллеров (либо на жёстком диске, либо на материнской плате), а затем использовать оставшийся.

## Описание разъёмов
Следующая таблица приведена из руководства OEM ST506/ST412.
В этой таблице знаком «~» указывается сигнал с низким активным уровнем. Направление сигнала IN/OUT относительно накопителя к контроллеру.
| Земля               | 1  |  | 2  | ~HD SLCT 3 (Или ~Уменьшение тока записи) | in  |
| Земля               | 3  |  | 4  | ~HD SLCT 2                               | in  |
| Земля               | 5  |  | 6  | ~WRITE GATE                              | in  |
| Земля               | 7  |  | 8  | ~SEEK CMPLT                              | out |
| Земля               | 9  |  | 10 | ~TRACK 0                                 | out |
| Земля               | 11 |  | 12 | ~WRITE FAULT                             | out |
| Земля               | 13 |  | 14 | ~HD SLCT 0                               | in  |
| Ключ (нет контакта) | 15 |  | 16 | Резерв                                   | —   |
| Земля               | 17 |  | 18 | ~HD SLCT 1                               | in  |
| Земля               | 19 |  | 20 | ~INDEX                                   | out |
| Земля               | 21 |  | 22 | ~READY                                   | out |
| Земля               | 23 |  | 24 | ~STEP                                    | in  |
| Земля               | 25 |  | 26 | ~DRV SLCT 0                              | in  |
| Земля               | 27 |  | 28 | ~DRV SLCT 1                              | in  |
| Земля               | 29 |  | 30 | ~DRV SLCT 2                              | in  |
| Земля               | 31 |  | 32 | ~DRV SLCT 3                              | in  |
| Земля               | 33 |  | 34 | ~DIRECTION IN                            | in  |

| out | ~DRV SLCTD      | 1  |  | 2  | Земля               | —   |
| —   | Незайдействован | 3  |  | 4  | Земля               | —   |
| —   | Незайдействован | 5  |  | 6  | Земля               | —   |
| —   | Незайдействован | 7  |  | 8  | Ключ (Нет контакта) | —   |
| —   | Незайдействован | 9  |  | 10 | Незайдействован     | —   |
| —   | Земля           | 11 |  | 12 | Земля               | —   |
| in  | +MFM Запись     | 13 |  | 14 | -MFM Запись         | in  |
| —   | Земля           | 15 |  | 16 | Земля               | —   |
| out | +MFM Чтение     | 17 |  | 18 | -MFM Чтение         | out |
| —   | Земля           | 19 |  | 20 | Земля               | —   |

| Вывод 1 | +12В         |
| Вывод 2 | -12В (Земля) |
| Вывод 3 | -5В (Земля)  |
| Вывод 4 | +5В          |